# Pieter Veldhuijzen
Pieter Veldhuijzen (ook wel Veldhuyzen), (Baarn, 1 april 1806 - Amsterdam, 25 mei 1841), was een Nederlandse tekenaar, pentekenaar, schilder, lithograaf, graficus en tekenleraar.
Pieter was een zoon van Gerrit Veldhuijzen en houtzaagmolenaresse Petronella van Maaren. Op 6 april 1806 werd hij gedoopt als Nederduits gereformeerd en werd later Nederlands-hervormd. Hij huwde op 31 oktober 1829 in Weesp met wollennaaister Maria Eggeman uit Weesperkarspel.
Pieter Veldhuijzen kreeg les van Jean Augustin Daiwaille. Zelf gaf hij les aan zijn zoon Johannes Hendrik Veldhuijzen (Amsterdam, 23 oktober 1831 - Amsterdam, 12 augustus 1910). Tot de onderwerpen van zijn werk behoorden portretten, figuurvoorstellingen, stadsgezichten en interieurs met boerenfiguren. Zijn werk maakte hij tussen 1829 en 1830 in Weesp en in de jaren daarna in Amsterdam. Hij werd slechts 35 jaar oud.